# La spiaggia d'oro
La spiaggia d'oro è un romanzo di Raffaello Brignetti, pubblicato nel 1971.
Il romanzo ha vinto il premio Strega nel 1971. È stato tradotto in inglese, francese e giapponese.

## Trama
(Raffaello Brignetti, Incipit de La spiaggia d'oro, 1971)
Nel libro si narra di un viaggio, a vela, verso un'isola. Protagonisti di questo Romanzo sono un uomo e una bambina, legati da un comune tempo, che egli ricerca, e che lei sta per superare.
L'incanto viene rotto quando compaiono i veri padroni della goletta, una donna ed un vecchio demoniaco di nome Nequa.
Essi hanno lottizzato l'isola, inquinandola e ricoprendola di alberghi.
Faranno infine capire, al vecchio, che oramai si tratta dell'isola di una perduta giovinezza alla quale la goletta non giungerà mai.

## Edizioni
- Raffaello Brignetti, La spiaggia d'oro, Introduzione di Giuliano Gramigna, Rizzoli, 1973,  p. 234.
- Raffaello Brignetti, La spiaggia d'oro, prefazione di Gaspare Barbiellini Amidei, Collezione Premio Strega, UTET, 2007,  p. 310, ISBN 88-02-07568-9.